# Spearsville
Spearsville é uma vila localizada no estado americano de Luisiana, na Paróquia de Union.

## Demografia
Segundo o censo americano de 2000, a sua população era de 155 habitantes.
Em 2006, foi estimada uma população de 146, um decréscimo de 9 (-5.8%).

## Geografia
De acordo com o United States Census Bureau tem uma área de
5,3 km², dos quais 5,3 km² cobertos por terra e 0,0 km² cobertos por água. Spearsville localiza-se a aproximadamente 63 m acima do nível do mar.

## Localidades na vizinhança
O diagrama seguinte representa as localidades num raio de 28 km ao redor de Spearsville.